# Metropolitana di Riad
La metropolitana di Riad è una rete di linee metropolitane al servizio di Riad, capitale dell'Arabia Saudita. La sua realizzazione accompagnerà una ristrutturazione del trasporto pubblico cittadino, della quale diventerà la spina dorsale.
La metropolitana si articola su sei linee, per un totale di 176 km, a servizio del centro della città, dell'aeroporto e del quartiere finanziario.

## Storia
Il 1º agosto 2012 sono stati selezionati quattro consorzi per la costruzione della metropolitana, che avrebbero dovuto presentare la propria offerta entro i successivi quattro mesi.
Nel luglio 2013 vennero assegnati i contratti alle imprese aggiudicatarie, tra cui Bechtel, Salini Impregilo, Samsung e Larsen and Tourbo. La posa della prima pietra avvenne il 4 aprile 2014. Inizialmente, la rete sarà lunga 41 km e la linea 3 avrà 22 stazioni. Tra le aziende incaricate di gestire la metro c'è Ansaldo STS.
L'inaugurazione di una prima parte della rete era prevista per il 2019, mentre l'apertura completa, per un totale di 176 chilometri e 85 stazioni, è avvenuta sul finire del 2024. Alla realizzazione di quattro linee partecipa pure il gruppo FS.

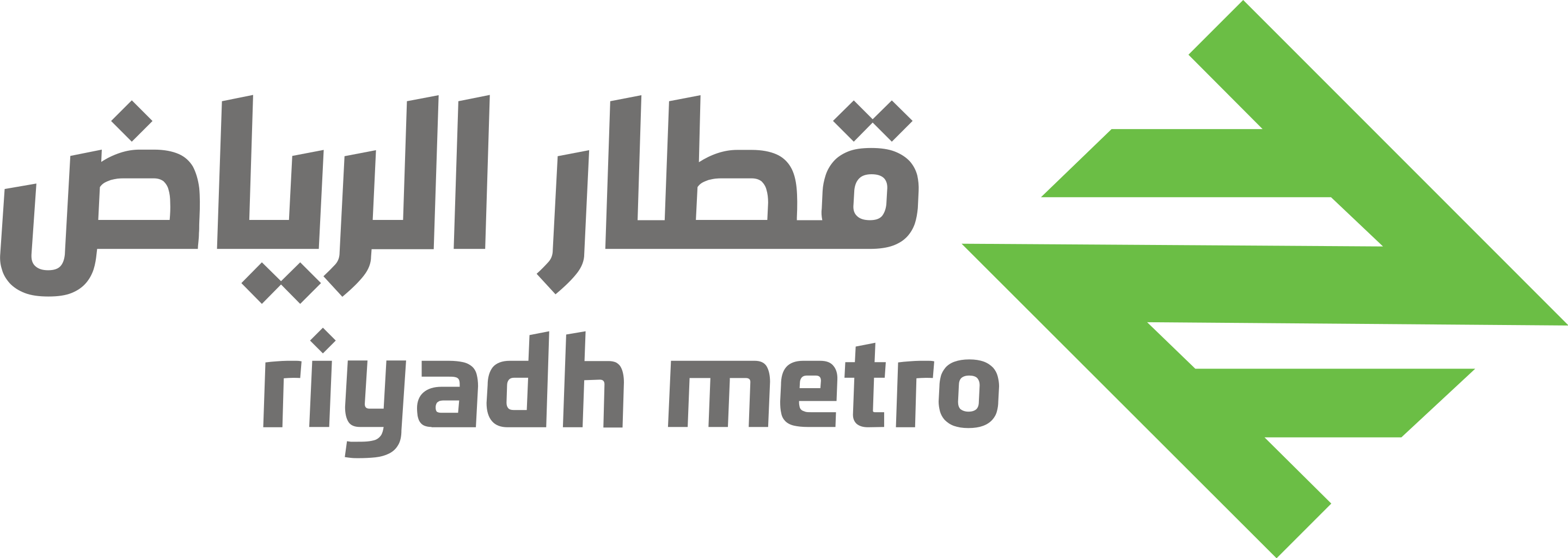
Logo della metro di Riyad

Il 28 novembre 2024 re Salman ha inaugurato la prima tratta della metropolitana di Riad, di cui Webuild ha realizzato la linea 3.
L'apertura completa è avvenuta per gradi fino al gennaio 2025.